# FIFA Ballon d’Or 2010

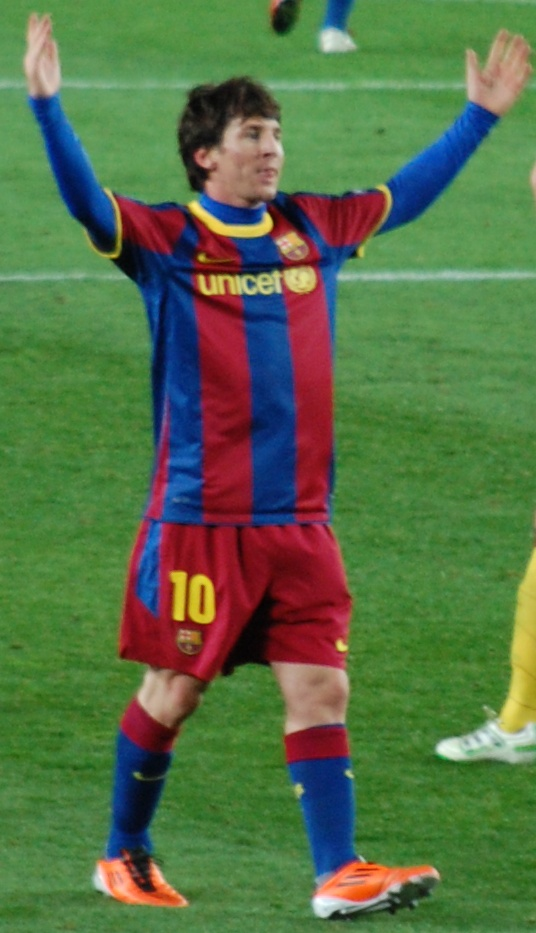
Weltfußballer des Jahres 2010
Lionel Messi

Der 55. Ballon d’Or (französisch für Goldener Ball) wurde für das Jahr 2010 erstmals gemeinsam von der Zeitschrift France Football und dem Fußball-Weltverband FIFA unter der neuen Bezeichnung FIFA Ballon d’Or verliehen. Zum vierten Mal wurde damit der „Weltfußballer des Jahres“ ausgezeichnet. Von 1956 bis 2006 wurde mit dem Ballon d’Or „Europas Fußballer des Jahres“ ausgezeichnet. Sie ist nicht identisch mit der von der FIFA zwischen 1991 und 2009 vergebenen Auszeichnung Weltfußballer des Jahres, die als Folge der Einigung zwischen France Football und dem Weltverband 2010 ersatzlos entfällt. Nachdem die drei besten Spieler – noch ohne ihre jeweilige Platzierung auf dem „Podium“ – bereits am 6. Dezember 2010 veröffentlicht wurden, wurde am 10. Januar 2011 am FIFA-Sitz in Zürich das Endergebnis bekanntgegeben. Gewinner des Ballon d’Or 2010 wurde Vorjahressieger Lionel Messi vor Andrés Iniesta und Xavi. Alle drei Spieler standen seinerzeit beim FC Barcelona unter Vertrag.

## Abstimmungsmodus
Verliehen wird der Preis von einer Jury, die sich aus 147 Nationaltrainern, 143 Nationalmannschaftskapitänen und 154 Fachjournalisten zusammensetzt. Jeder von ihnen vergibt an drei Spieler aus einer von der France-Football-Redaktion und der FIFA gemeinsam vorgegebenen Liste fünf, drei bzw. einen Punkt. Dabei soll die Leistung der Spieler im gesamten jeweiligen Kalenderjahr gewürdigt werden. Da die drei Gruppen von Abstimmenden unterschiedliche Wählerzahlen aufweisen, die Voten dieser drei „Wahlkollegien“ aber je exakt ein Drittel des Gesamtergebnisses ausmachen sollen, werden die absoluten Punktzahlen anschließend in Prozentangaben umgerechnet und so veröffentlicht.

## Ergebnis
| Platzierung | Name              | Nationalität   | Verein 2010                | Stimmenanteil |
| ----------- | ----------------- | -------------- | -------------------------- | ------------- |
| 1.          | Lionel Messi      | Argentinien    | FC Barcelona               | 22,65 %       |
| 2.          | Andrés Iniesta    | Spanien        | FC Barcelona               | 17,36 %       |
| 3.          | Xavi              | Spanien        | FC Barcelona               | 16,48 %       |
| 4.          | Wesley Sneijder   | Niederlande    | Inter Mailand              | 14,48 %       |
| 5.          | Diego Forlán      | Uruguay        | Atlético Madrid            | 7,61 %        |
| 6.          | Cristiano Ronaldo | Portugal       | Real Madrid                | 3,92 %        |
| 7.          | Iker Casillas     | Spanien        | Real Madrid                | 2,90 %        |
| 8.          | David Villa       | Spanien        | FC Valencia / FC Barcelona | 2,25 %        |
| 9.          | Didier Drogba     | Elfenbeinküste | FC Chelsea                 | 1,68 %        |
| 10.         | Xabi Alonso       | Spanien        | Real Madrid                | 1,52 %        |

Von den nominierten deutschen Spielern war Mesut Özil als 13. am besten platziert, während Philipp Lahm gemeinsam mit Dani Alves den letzten Rang belegte.

## Statistik
Insgesamt hatten 426 Juroren aus 185 Ländern abgestimmt, davon 154 Journalisten und je 136 Trainer bzw. Spielführer der jeweiligen Nationalmannschaft. 18 der 444 Stimmberechtigten gaben also kein Votum ab. Bei Einzelnen kam es im Ausnahmefall zur Streichung von (Teil-)Voten, so etwa bei Bert van Marwijk und Mark van Bommel, die jeweils verbotenerweise ihren Landsmann Wesley Sneijder auf den ersten Platz – van Bommel zudem Arjen Robben auf den zweiten – gesetzt hatten.
Insgesamt war das Ergebnis in diesem Jahr an der Spitze knapper als in den beiden Vorjahren. Die 2010 eingeführte Beteiligung von drei Gruppen von Juroren schlug sich zudem auch in einem differenzierteren Bild nieder, auch wenn über die besten vier Spieler insgesamt Einmütigkeit bestand:
Voten der Journalisten
Hier setzte sich der Gesamt-Vierte Sneijder (320 Punkte, 35 erste Plätze) vor Iniesta (313/40), Xavi Hernández (248/36) und Messi (182/18) durch.
Voten der Nationaltrainer
Diese Gruppe hatte auf den vier ersten Rängen die identische Reihenfolge, die sich auch im Gesamtergebnis wiederfand: Messi, der auf 51 Stimmzetteln ganz oben stand, deutlich vor Iniesta (23), Xavi Hernández (27) und Sneijder (9). Lediglich auf dem fünften und sechsten Platz gab es einen Unterschied: für die Trainer stand Cristiano Ronaldo vor Diego Forlán.
Voten der Nationalmannschaftsspielführer
Die Spieler sahen ebenfalls Messi als den Jahresbesten (45 erste Plätze) an, dann allerdings folgte Xavi Hernández (26) vor Iniesta (17) und auf Rang vier Sneijder (15).
Voten aus den deutschsprachigen Ländern im Detail
- Deutschland
  - Karlheinz Wild (KICKER Sportmagazin): 1. Sneijder, 2. Messi, 3. Robben
  - Joachim Löw: 1. Xavi Hernández, 2. Messi, 3. Forlán
  - Philipp Lahm: 1. Iniesta, 2. Sneijder, 3. Messi
- Liechtenstein
  - Ernst Hasler (Liechtensteiner Vaterland): 1. Sneijder, 2. Xavi Hernández, 3. Villa
  - Hans-Peter Zaugg: 1. Xavi Hernández, 2. Messi, 3. Iniesta
  - Mario Frick: 1. Messi, 2. Eto’o, 3. Iniesta
- Luxemburg
  - Christophe Nadin (La Voix du Luxembourg): 1. Iniesta, 2. Sneijder, 3. Messi
  - Luc Holtz: 1. Iniesta, 2. Messi, 3. Sneijder
  - Jeff Strasser: 1. Messi, 2. Iniesta, 3. Ronaldo
- Österreich
  - Walter Kowatsch-Schwarz (freier Journalist): 1. Iniesta, 2. Forlán, 3. Messi
  - Didi Constantini: 1. Iniesta, 2. Villa, 3. Klose
  - Marc Janko: 1. Iniesta, 2. Xavi Hernández, 3. Schweinsteiger
- Schweiz
  - Pierre-Alain Dupuis (Télévision Suisse Romande): 1. Iniesta, 2. Sneijder, 3. Forlán
  - Ottmar Hitzfeld: 1. Messi, 2. Sneijder, 3. Forlán
  - Alexander Frei: 1. Xavi Hernández, 2. Schweinsteiger, 3. Casillas

## Nominierte
Ende Oktober wurde der 23 Spieler umfassende Kreis der Kandidaten bekanntgegeben. Im Jahr der Fußball-Weltmeisterschaft sind darin insbesondere Akteure aus den erfolgreichsten Nationalmannschaften dieses Turniers – alleine sieben Spieler des Weltmeisters Spanien – sowie des Champions-League-Siegers Inter Mailand und des Finalisten FC Bayern München enthalten:
| - Xabi Alonso (Real Madrid) - Dani Alves (FC Barcelona) - Iker Casillas (Real Madrid) - Júlio César (Inter Mailand) - Didier Drogba (FC Chelsea) - Samuel Eto’o (Inter Mailand) - Cesc Fàbregas (FC Arsenal) - Diego Forlán (Atletico Madrid) - Asamoah Gyan (Stade Rennes, AFC Sunderland) - Xavi (FC Barcelona) - Andrés Iniesta (FC Barcelona) - Miroslav Klose (Bayern München) | - Philipp Lahm (Bayern München) - Maicón (Inter Mailand) - Lionel Messi (FC Barcelona, Vorjahressieger) - Thomas Müller (Bayern München) - Mesut Özil (Werder Bremen, Real Madrid) - Carles Puyol (FC Barcelona) - Arjen Robben (Bayern München) - Cristiano Ronaldo (Real Madrid) - Bastian Schweinsteiger (Bayern München) - Wesley Sneijder (Inter Mailand) - David Villa (FC Valencia, FC Barcelona) |